# Tiên Du
Tiên Du là một xã thuộc tỉnh Bắc Ninh, Việt Nam.

## Địa lý
Xã Tiên Du có vị trí địa lý:
- Phía đông giáp phường Võ Cường
- Phía tây giáp phường Tam Sơn
- Phía nam giáp các xã Liên Bão và Đại Đồng
- Phía bắc giáp các xã Yên Phong và Tam Đa.

Xã Tiên Du có diện tích 20,97 km², dân số 44.812 người, mật độ dân số đạt 2.136 người/km².

## Lịch sử
Ngày 10 tháng 12 năm 1998, Thủ tướng Chính phủ đương nhiệm lúc đó Phan Văn Khải đã ký ban hành nghị định số 101/1998/NĐ-CP để thành lập thị trấn Lim trên cơ sở toàn bộ diện tích và nhân khẩu của xã Vân Tương, cũng theo nghị định này thì thị trấn Lim là huyện lỵ của huyện Tiên Sơn. Sau đó, khi huyện Tiên Sơn được tách ra thì thị trấn Lim là huyện lỵ của huyện Tiên Du.
Ngày 06 tháng 12 năm 2006, tại kì họp thứ 10 khóa XVI, HĐND tỉnh Bắc Ninh ban hành nghị quyết số 68/2006/NQ-HĐND16 về việc phê chuẩn đề án đặt tên đường phố của thị trấn Lim, huyện Tiên Du do ủy ban nhân dân tỉnh trình tại kì họp.
Thị trấn Lim có diện tích 4,88 km², dân số năm 1999 là 9923 người, mật độ dân số đạt 2033 người/km².
Ngày 16 tháng 6 năm 2025, Ủy ban Thường vụ Quốc hội ban hành Nghị quyết số 1658/NQ-UBTVQH15 của UBTVQH về việc sắp xếp các đơn vị hành chính cấp xã của tỉnh Bắc Ninh năm 2025. Theo đó, sắp xếp toàn bộ diện tích tự nhiên, quy mô dân số của thị trấn Lim, xã Nội Duệ và xã Phú Lâm thành xã mới có tên gọi là xã Tiên Du.

## Địa chỉ trụ sở các cơ quan
- Trụ sở UBND xã: Đường Tiên Du, xã Tiên Du
- Trung tâm phục vụ hành chính công: Đường Nguyễn Thiên Tích, xã Tiên Du
- Công an xã: Số 138, đường Hai Bà Trưng, thôn Lũng Sơn, xã Tiên Du

## Danh nhân
- Nguyễn Danh Nho (1650-1680), ông thi đỗ Tiến sĩ năm 1673 thời vua Lê Gia Tông, làm quan Đông các Đại học sĩ.[6].